# لويد مراد
لويد مراد (بالإسبانية: Lloyd Murad) هو منافس ألعاب قوى فنزويلي، ولد في 9 أبريل 1933 في ترينيداد في ترينيداد وتوباغو.

## وصلات خارجية
- لويد مراد على موقع الاتحاد الدولي لألعاب القوى (الإنجليزية)
- لويد مراد على موقع اللجنة الأولمبية الدولية (الإنجليزية)
- لويد مراد على موقع أوليمبيديا (الإنجليزية)